# Shōji Kamata
Shōji Kamata (鎌田正司?, Kamata Shōji; Tokyo, 17 aprile 1935) è un ex cestista e allenatore di pallacanestro giapponese.

## Carriera
Con il Giappone ha partecipato alle Olimpiadi del 1960, segnando 32 punti in 7 partite.